# Arizona State Route 51
Arizona State Highway 51, auch bekannt als Piestewa Freeway, ist ein Highway im US-Bundesstaat Arizona im Stadtgebiet von Phoenix, der in Nord-Süd-Richtung verläuft.
Der Highway führt vom Interstate 10 zur Loop 101 Ringautobahn. Dabei durchquert er den Piestewa Peak Recreation Area, woher die Bezeichnung Piestewa Freeway stammt. Im Jahr 1987 wurde die State Route neu durch Phoenix gebaut und um einige Fahrspuren erweitert.
Die State Route wurde die Squaw Peak Parkway genannt, was sich auf indianische Frauen bezog. Am 1. März 2003 wurde die Straße aber zum Piestewa Freeway umbenannt, da Lori Piestewa, die erste Frau indianischer Abstammung, die dem Militär diente, im Irak-Krieg verstorben ist.
Die Arizona State Route 51 hatte einmal die niedrigsten Nummer der State Routes in Arizona, die heute die Arizona State Route 48 innehat. Die State Route war als Interstate 510 geplant, wurde aber nur als State Route gebaut. Die Nummer 51 leitet von der Nummer des Interstates 510 ab. Es wurde nur die Null weggelassen.